# Herb gminy Wapno
Herb gminy Wapno – symbol gminy Wapno.

## Wygląd i symbolika
Herb przedstawia na tarczy dzielonej w literę „T” w polu górnym czerwonym złotą koronę, w polu lewym zielonym trzy złote kłosy zboża, a pod nimi czarne godło górnicze (nawiązanie do rolnictwa i kopalni soli), natomiast w polu prawym czerwonym pół Orła Białego z głową skierowaną w prawo. 